# Amateurteleskop

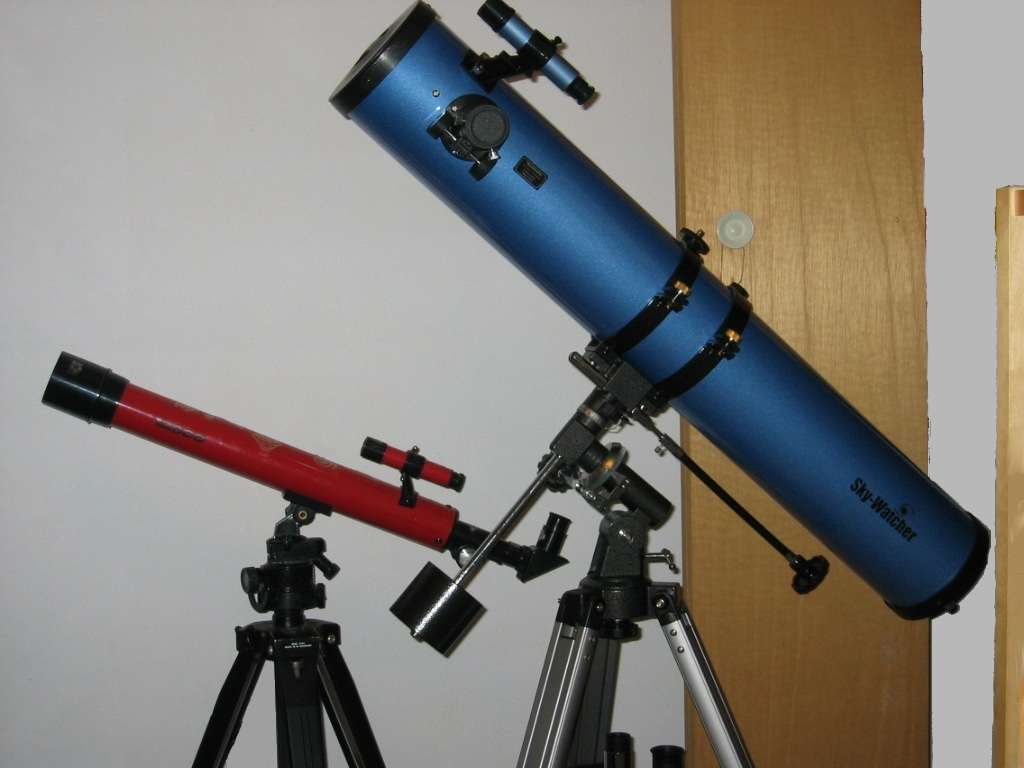
Kleines Linsen- und Spiegelteleskop (Tasco und SkyWatcher), azimutal bzw. äquatorial montiert

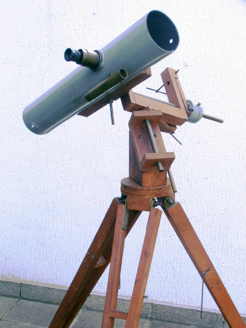
Selbstbau-Newton 10 cm mit äquatorialer Hartholz-Montierung

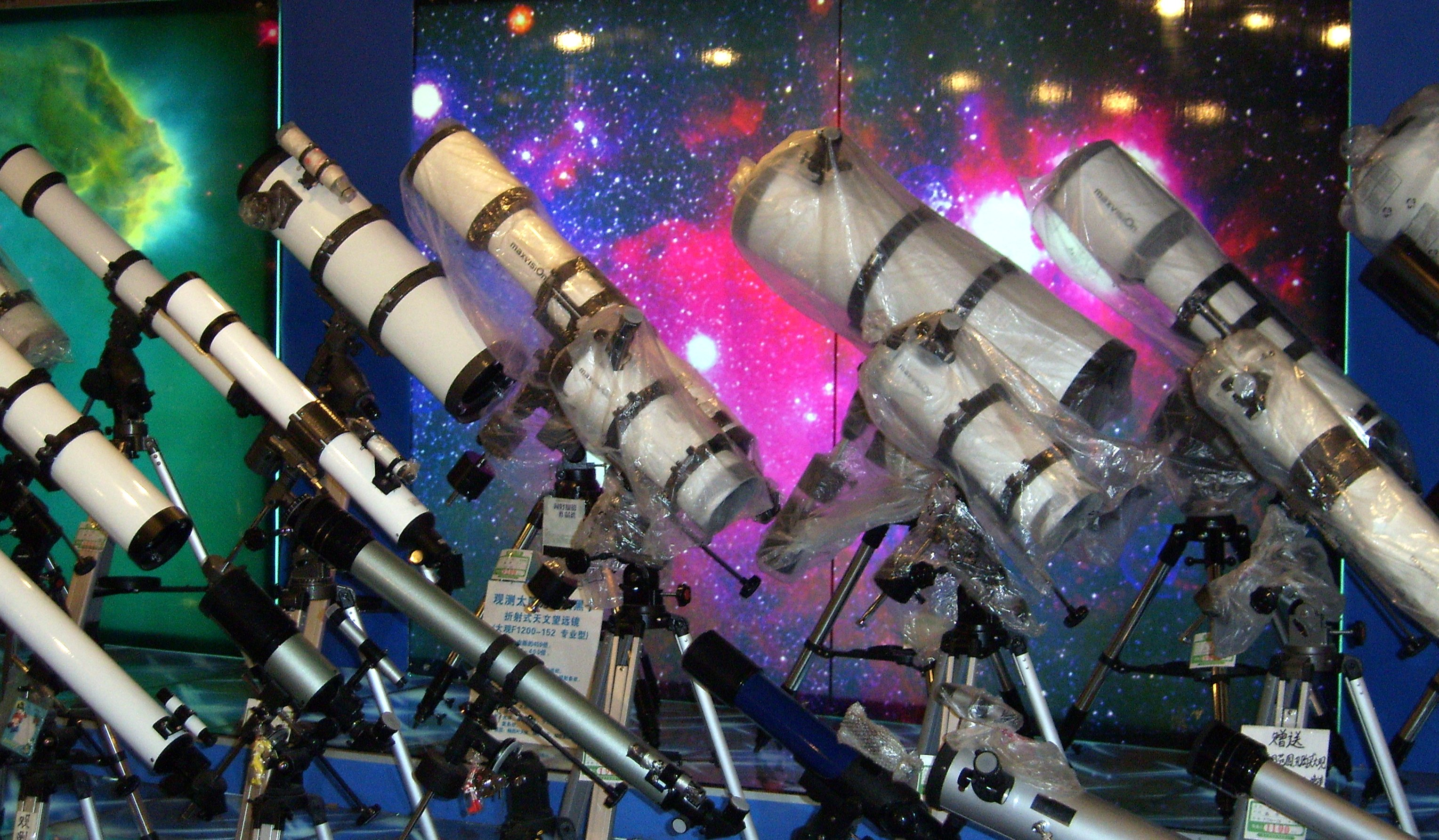
Amateurteleskope in einem Schaufenster, Japan

Als Amateurteleskope werden Fernrohre bezeichnet, die im Bereich der Amateurastronomie verwendet werden. Sie unterscheiden sich von den auf Sternwarten eingesetzten Instrumenten vor allem durch
- geringere Größe – die häufigsten Objektiv- bzw. Spiegeldurchmesser liegen bei 10 bis 30 cm
- kostengünstigere und oft auch transportable Bauart
- einfachere Steuerung oder manueller Betrieb.

## Häufigste Bauarten

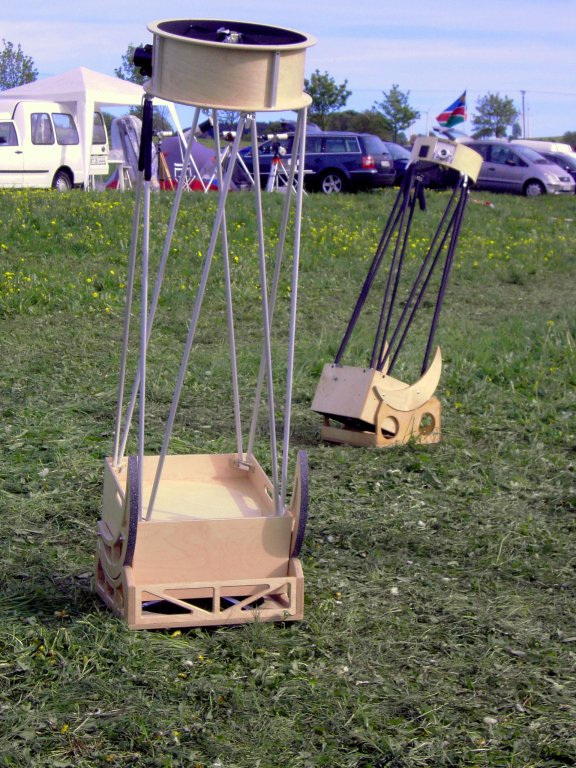
Zwei selbstgebaute Dobson-Teleskope; bis 30/150 cm im PKW noch gut transportierbar

Überwiegend sind Spiegelteleskope (Reflektoren) in Verwendung, weil sie bei gleicher Lichtstärke leichter und preisgünstiger sind. Am häufigsten sind es die Bauarten Newton-Teleskop und Cassegrain-Teleskop, erstere auch in der sehr einfachen Dobson-Montierung.
Volkssternwarten und fortgeschrittene Amateure verwenden bisweilen auch Sonderformen wie Schiefspiegler, Brachyte oder Maksutov-Teleskope, für die manchmal die Spiegel selbst geschliffen werden. Vereinzelt sind für fotografische Zwecke kleine Astrografen bzw. Schmidt-Kameras in Gebrauch, oder mit Filter ausgerüstete Fernrohre zur Sonnenbeobachtung.
Spiegelteleskope ab etwa 20 cm Öffnung (siehe Achtzöller) eignen sich besonders für Deep-Sky-Objekte wie Galaxien und Nebelflecke, aber auch zur Beobachtung von Kometen und zur Astrofotografie. Auf einem geeigneten Stativ sind sie auch gut transportabel. Weniger leistungsfähig sind sie jedoch, wenn es um hohes Auflösungsvermögen geht.
Wer daher vor allem Planeten oder Doppelsterne beobachten will, entscheidet sich eher für ein Linsenfernrohr, auch Refraktor genannt. Solche Instrumente kosten etwa 2- bis 3-mal mehr als ein Spiegelteleskop gleicher Öffnung und wiegen rund doppelt so viel, was eine schwerere Montierung erfordert. Doch sind sie in der Auflösung feiner Details deutlich besser und haben etwas höhere Stabilität gegenüber nächtlichen Temperaturänderungen und hinsichtlich der optischen Justierung.

## Montierungen

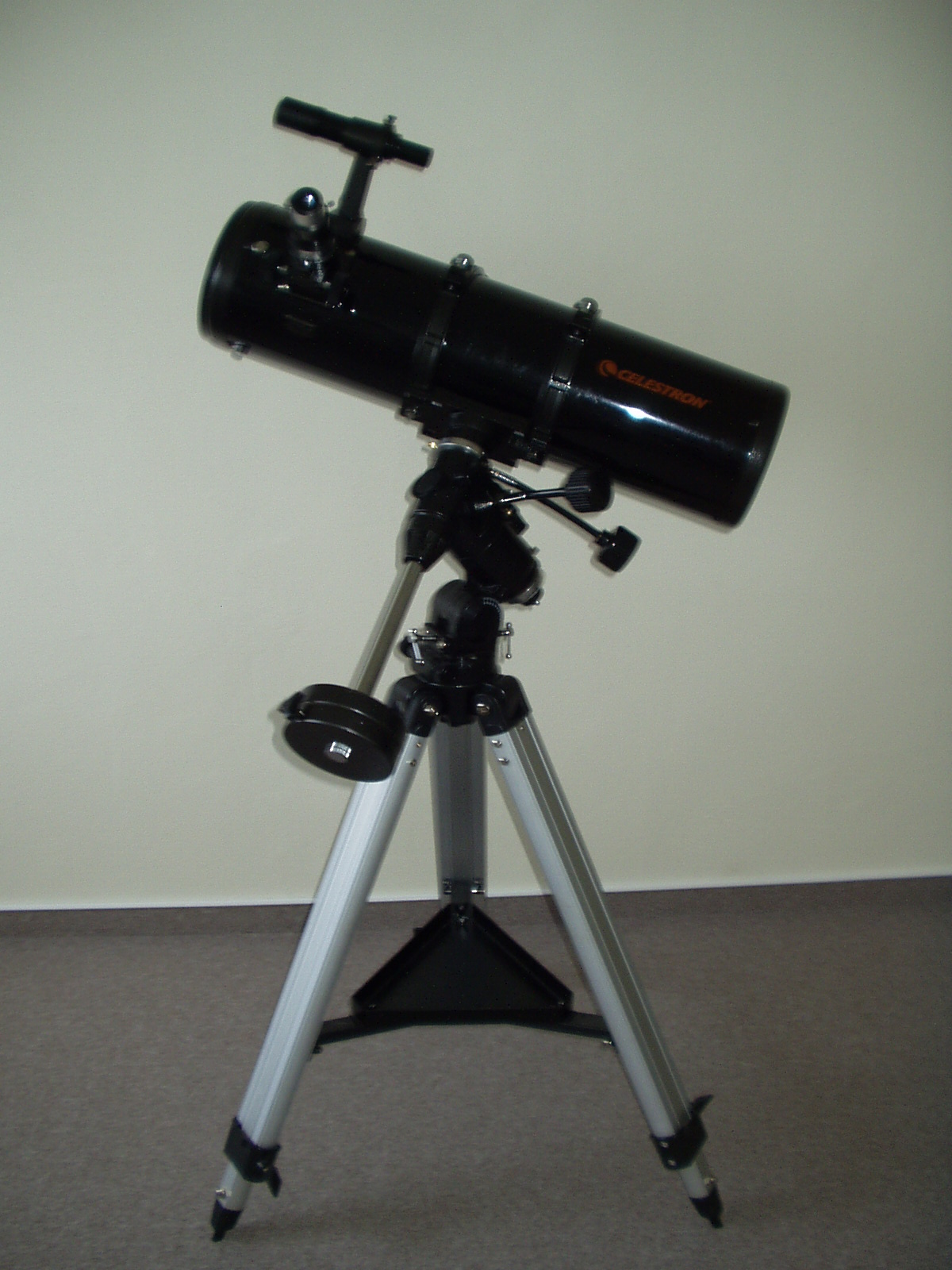
15-cm-Newton-Teleskop, Äquatorialmontierung mit manueller Nachführung

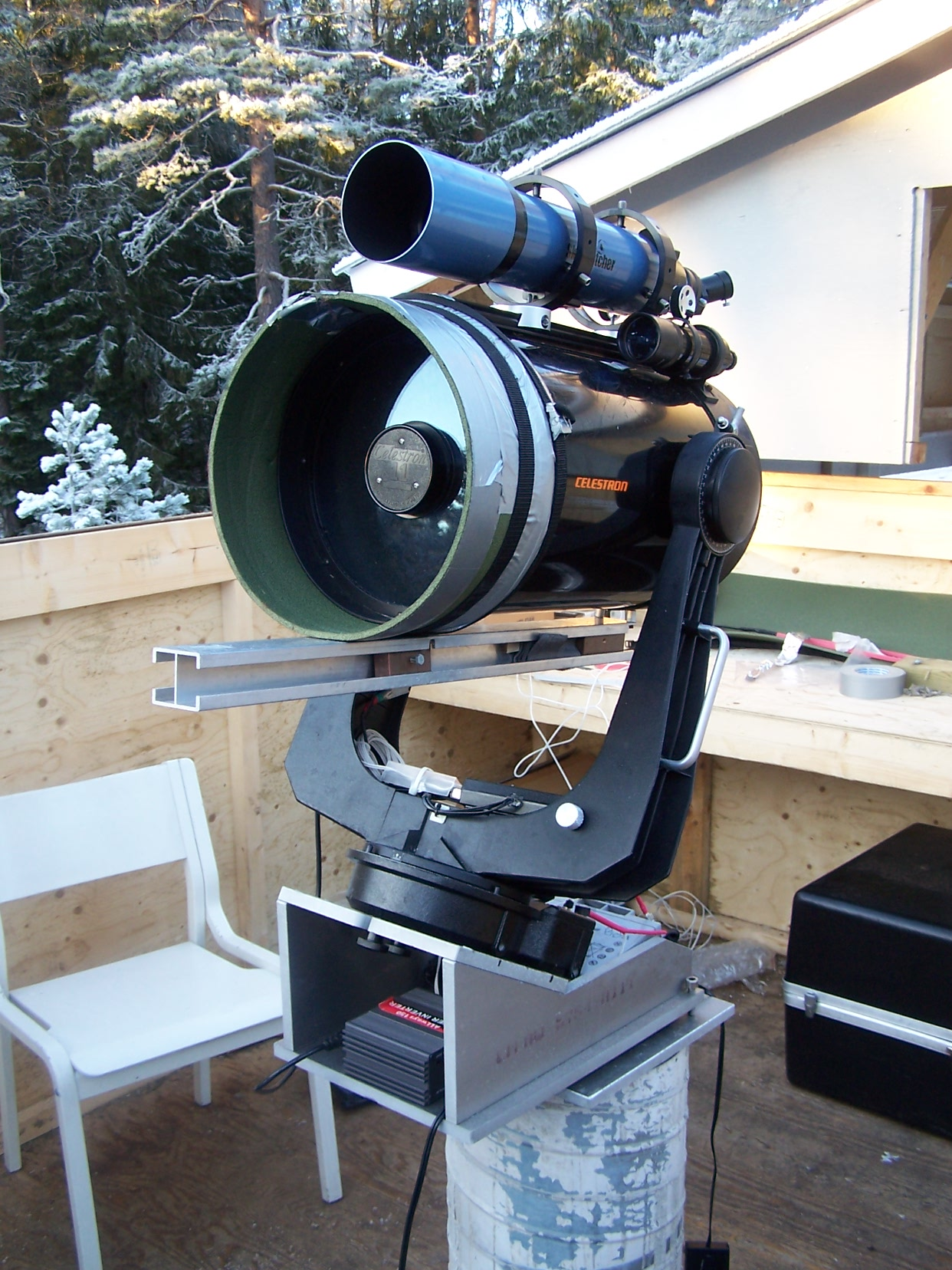
28-cm-Cassegrain (Celestron), Gabelmontierung mit Eigenbau-Zubehör, hinten Schiebedach. Privatsternwarte Volsi, Finnland

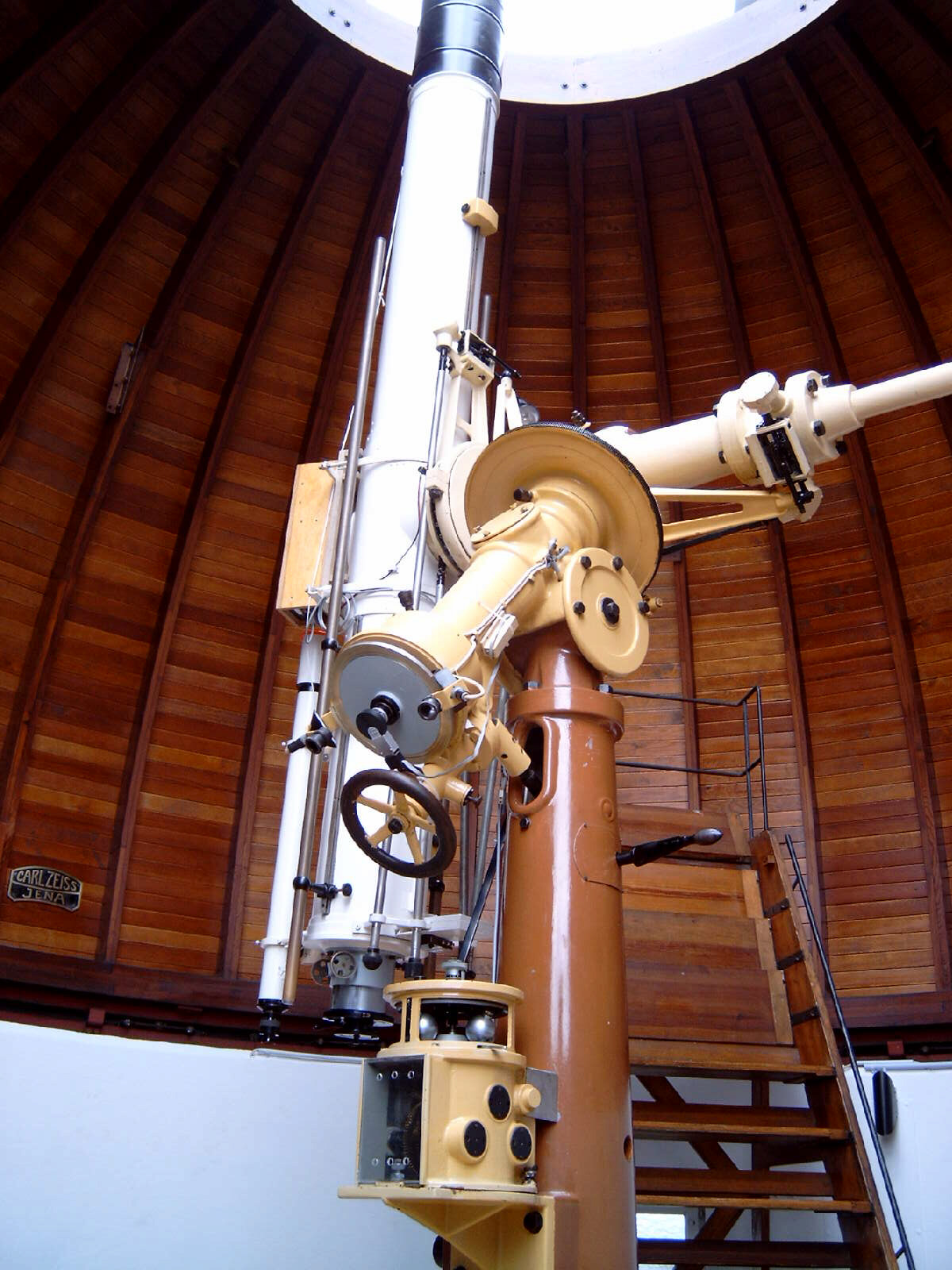
Nur für betuchte Amateure: 20-cm-Zeiß-Refraktor auf massiver Säulenmontierung, Volkssternwarte Aachen

Am häufigsten sind äquatoriale, parallaktische Montierungen vertreten, bei denen eine Koordinatenachse zum Himmelspol ausgerichtet ist. Damit kann das Teleskop – manuell oder elektrisch – der scheinbaren Himmelsdrehung genau nachgeführt und zusätzlich mit einer Feinbewegung manuell verstellt werden. Bei Reflektoren überwiegt die Gabelmontierung, bei Refraktoren die deutsche Montierung. Beide eignen sich auch gut für langbelichtete Himmelsfotografien, besonders wenn dafür ein Leitfernrohr oder ein CCD-Sensor vorhanden ist.
Die schiefe Lage der Achse (entsprechend der geografischen Breite) kann aber statische Probleme bedeuten, wenn das Fernrohr mehr als etwa 20 kg wiegt. Dann wird zunehmend auf azimutale Montierungen übergegangen, deren Drehachse senkrecht steht und die Kippachse waagrecht. Nachteilig ist hier, dass die Nachführung durch beide Achsen erfolgen muss. Moderne Instrumente haben dafür meist Schrittmotoren mit sogenannter Go-to-Computersteuerung. Bei Langzeit-Fotografie ist allerdings die Bildfelddrehung zu beachten.

## Hersteller und Kosten
In Europa bekannte Hersteller von Amateurteleskopen sind u. a. Celestron, Meade, Skywatcher, Tasco, Bresser, GSO, Lichtenknecker, Orion, sowie Zeiss (Oberkochen und Jena). Weitere Firmen produzieren optische Bauteile (Hilfsspiegel, Okulare usw.), Astrokameras, Stellmotoren oder spezielle Montierungen.
Einsteigermodelle gibt es bereits ab etwa 80 bis 100 Euro. Es sind entweder Linsenfernrohre mit 6–8 cm Öffnung oder Spiegelteleskope mit 7–10 cm mit einfacher Montierung auf Stativ, Sucher und meist 2 Okularen. Um 200 bis 500 € bekommt man schon Newton- oder Dobson-Modelle bis 15 cm Apertur. Bei etwas höheren Ansprüchen entscheiden sich viele für einen äquatorial montierten Achtzöller-Reflektor (20 cm), wofür je nach Ausrüstung (z. B. GoTo-Steuerung) 1000 bis 2000 € aufzuwenden sind. Ähnliches kostet ein für Planetenbeobachtung geeigneter, langbrennweitiger Refraktor mit 10–15 cm Apertur. Für zusätzliche Okulare oder gute Filter sind je etwa 50 bis 200 € zu rechnen.
Einige Hersteller bieten auch größere Instrumente an, wobei klassische Cassegrain-Spiegelteleskope von 25–30 cm mit GoTo-Steuerung auf etwa 3000–6000 € kommen, während der einfacher montierte Dobson-Newton weniger als die Hälfte kostet. Bei 30 cm Teleskopöffnung (12 Zoll) ist allerdings die Grenze für den Autotransport erreicht und ein fester Beobachtungsplatz vorzuziehen.

## Einsatzbereiche
Amateurteleskope werden im fast ganzen Bereich der visuellen Astronomie eingesetzt – ausgenommen nur die entferntesten Deep-Sky-Objekte (fernste Galaxien, Quasare). Fotografisch sind auch sehr lichtschwache Nebelflecke noch erreichbar, die mit dem Auge kaum mehr beobachtet werden können. Der zunehmenden Lichtverschmutzung, die vielen im Umfeld von Städten wohnenden Hobbyastronomen zusetzt, kann teilweise mit speziellen Filtern (UHC, OIII) begegnet werden.
Die beliebtesten Einsatzbereiche sind:
im Sonnensystem vor allem
- der Mond, der für Einsteiger das ideale Objekt zum Erfahrung-Sammeln für Beobachtung und Handling ist
- die Sonnenflecken, zu deren Beobachtung eine preiswerte Filterfolie genügt
- die hellen Planeten, auf denen bereits ab etwa 50-facher Vergrößerung Details sichtbar werden
- der abwechslungsreiche Reigen der Jupitermonde
- Asteroiden und Kometen

in unserer Galaxis
- Doppelsterne und Veränderliche Sterne
- Offene und kugelförmige Sternhaufen
- Gasnebel und Dunkelnebel
- Planetarische Nebel und Supernova-Überreste
- sowie Methoden der Astrometrie und der Spektroskopie

an Deep-Sky-Objekten
- Galaxien verschiedener Formen und Größen
- Galaxienhaufen
- diverse Methoden der Astrofotografie.